# Pupien
Mark Klodij Pupien Maksim (latinsko Caesar Marcvs Clodivs Pvpienvs Maximvs Avgvstvs) je bil cesar Rimskega cesarstva, ki je skupaj z Balbinom vladal tri mesece v letu šestih cesarjev 238, * okoli 168,  † 29. julij 238.
Viri za to obdobje rimske zgodovine so zelo pičli, zato je znanje o cesarju zelo omejeno. V večini sodobnih besedil je omenjen po priimku Maximus in ne po drugem (družinskem) imenu Pupien.

## Poreklo in zgodnja kariera
Historia Augusta, ki ji ne gre  zaupati brez zadržkov, prikazuje Pupiena kot primer napredovanja skozi cursus honorum zaradi njegovih vojaških uspehov. Historia trdi, da je bil sin kovača, da ga je posvojila sicer neznana Pescenija Marcelina in je svojo kariero začel kot  centurio primus pilus, postal tribunus militum in nato pretor. Pupienova kariera naj bi bila impresivna, saj je med vladavino Severske dinastije v poznem 2. in zgodnjem 3. stoletju služboval na številnih pomembnih položajih: bil je prokonzul  senatorskih provincialnih provinc Bitinija in Pont, Ahaja in Narbonska Galija.
Pupien je bil dejansko del nižje rimske aristokracije, v katero je bila njegova družina morda povišana šele pred kratkim. Ker je bil iz etruščanskega mesta Volterra, se domneva, da je bil sin Marka Pupiena Maksima, prvega senatorja iz njegove družine, in njegove žene Klodije Pulhre.
Trditev v Historia Augusta, da je imel tri pretorijanska guvernerstva, je malo verjetna. Kot je poudaril Bernard Rémy, je bila provinca Bitinija in Pont v Pupienovem času cesarska province, ki jo je vodil cesarjev legat. Remy opozarja tudi na to, da bi bila podelitev treh pretorijanskih guvernerstev  v rimski praksi kršitev brez primere. Za nobeno od omenjenih provinc ne obstaja zanesljiv seznam guvernerjev, na katerem bi bil omenjen tudi Pupien. 
Po letu 222, ko je vstopil v Rimski senat, je njegov  cursus honorum mnogo bolj zanesljiv. Imenovan je bil za cesarskega legata ene od germanskih provinc, najverjetneje po njegoven prvem senatorskem mandatu okoli leta 207. Kot guverner je dosegal več vojaških zmag nad sarmatskimi in germanskimi plemeni. V nekem trenutku je zaključil svoje službovanje v germanski provinci in bil nagrajen s prokonzularnim guvernerstvom Azije.
Leta 234 je bil v zadnjem letu vladanja Aleksandra Severja drugič imenovan za konzula. Isto leto je bil imenovan za mestnega prefekta Rima in zaradi svoje strogosti postal nepriljubljen med rimskimo drhaljo.

## Vladanje
Ko sta bila Gordijan I. in njegov sin Gordijan II. v Afriki razglašena za cesarja, je Rimski senat imenoval odbor dvajsetih mož, vključno s starejšim senatorjem Pupienom, ki bo do prihoda Gordijanov koordiniral operacije proti Maksiminu Tračanu. Po novici o porazu in smrti obeh Gordijanov se je senat sestal na zaprti seji v templju Kapitolskega Jupitra in glasoval, da bi za sovladarja imenoval  Pupiena in Balbina. Za razliko od leta 161, ko sta bila za sovladarja predlagana Mark Avrelij in Lucij Ver, sta bila oba predlagana izvoljena kot pontifices maximi, glavna svečenika uradnih kultov.
Frakcije v senatu, ki so upale, da bodo imele koristi od pristopa Gordijancev,  so manipulirale z ljudstvom in pretorijansko gardo, da bi agitirali za imenovanje  Gordijana III. za njunega cesarskega kolega. Pupien je starejšemu kolegu Balbinu prepustil državno upravo v  Rimu in konec aprila  odkorakal v Raveno, kjer je nadziral pohod proti Maksiminu in rekrutiral germanske pomožne enote, ki so služile pod njim  med njegovim službovanjem v Germaniji. Ko so Maksimina tik pred Oglejem ubili njegovi vojaki, je Pupien poslal Maksiminove in svoje vojaške enote v njihove province. Sam se je z novoustanovljeno germansko telesno stražo vrnil v Rim.
Balbinu medtem ni uspel ohraniti javnega reda v prestolnici. Viri nakazujejo, da je Balbin osumil Pupiena, da ga je s svojo novo germansko telesno stražo nameraval odstaviti. Cesarja sta kmalu začela živeti v različnih delih cesarske palače. To je pomenilo, da sta bila na milost in nemilost prepuščena nezadovoljnim elementom v pretorijanski gardi, ki so bili ogorčeni, da morajo služiti novima cesarjema, in so ju nameravali ubiti. Pupien, ki se je zavedal grožnje,  je prosil Balbina, naj pokliče germansko telesno stražo. Balbin je bi prepričan, da je njegova prošnja del Pupienovega naklepa, da bi ga umoril, zato je prošnjo zavrnil. Cesarja sta se začela prepirati, ravno ko so v prostor vdrli pretorijanci. Oba cesarja sta bila aretirana in odpeljana v pretorijansko vojašnico, kjer sta bila v kopališču mučena do smrti.

## Družina
Kot Pupienovi  otroci so bili prepoznani
- Tit Klodij  Pupien Pulher Maksim je opredeljen kot njegov starejši sin.[20] Bil je konzul okoli leta 235 in pokrovitelj mesta Tibur pred Rimom
- Mark Pupien Afričan Maksim je bil njegov mlajši sin.[21]  Bil je konzul leta 236 kot kolega cesarja Maksimina Tračana.

Njuna konzulska položaja med vladanjem Aleksandra Severja in Maksimina Tračana kažeta, da je bila njuna družina vplivna in zelo spoštovana. Pupien je imel tudi hčerko 
- Pupieno Sikstijo Pavlino Ketagilo, ženo Marka Ulpija Evbota Levrusa.[22]

|                                                           |                                                           |                                                           |                                                           |                                                           |                                                           |  |  | Kvint Tinej Sakerd Klemens consul ordinarius | Kvint Tinej Sakerd Klemens consul ordinarius | Kvint Tinej Sakerd Klemens consul ordinarius | Kvint Tinej Sakerd Klemens consul ordinarius | Kvint Tinej Sakerd Klemens consul ordinarius | Kvint Tinej Sakerd Klemens consul ordinarius |  |  |                                                        |                                                        |                                                        |                                                        |                                                        |                                                        |  |  |                                                           |                                                           |                                                           |                                                           |                                                           |                                                           |  |  | Mark Pupien Maksim                                                | Mark Pupien Maksim                                                | Mark Pupien Maksim                                                | Mark Pupien Maksim                                                | Mark Pupien Maksim                                                | Mark Pupien Maksim                                                |  |  |                                   |                                   |                                   |                                   |                                   |                                   |  |  |                                        |                                        |                                        |                                        |                                        |                                        |  |  |  |  |  |  |  |  |  |  |  |  |  |  |  |  |  |  |  |  |  |  |  |  |  |  |  |  |
|                                                           |                                                           |                                                           |                                                           |                                                           |                                                           |  |  | Kvint Tinej Sakerd Klemens consul ordinarius | Kvint Tinej Sakerd Klemens consul ordinarius | Kvint Tinej Sakerd Klemens consul ordinarius | Kvint Tinej Sakerd Klemens consul ordinarius | Kvint Tinej Sakerd Klemens consul ordinarius | Kvint Tinej Sakerd Klemens consul ordinarius |  |  |                                                        |                                                        |                                                        |                                                        |                                                        |                                                        |  |  |                                                           |                                                           |                                                           |                                                           |                                                           |                                                           |  |  | Mark Pupien Maksim                                                | Mark Pupien Maksim                                                | Mark Pupien Maksim                                                | Mark Pupien Maksim                                                | Mark Pupien Maksim                                                | Mark Pupien Maksim                                                |  |  |                                   |                                   |                                   |                                   |                                   |                                   |  |  |                                        |                                        |                                        |                                        |                                        |                                        |  |  |  |  |  |  |  |  |  |  |  |  |  |  |  |  |  |  |  |  |  |  |  |  |  |  |  |  |
|                                                           |                                                           |                                                           |                                                           |                                                           |                                                           |  |  |                                              |                                              |                                              |                                              |                                              |                                              |  |  |                                                        |                                                        |                                                        |                                                        |                                                        |                                                        |  |  |                                                           |                                                           |                                                           |                                                           |                                                           |                                                           |  |  |                                                                   |                                                                   |                                                                   |                                                                   |                                                                   |                                                                   |  |  |                                   |                                   |                                   |                                   |                                   |                                   |  |  |                                        |                                        |                                        |                                        |                                        |                                        |  |  |  |  |  |  |  |  |  |  |  |  |  |  |  |  |  |  |  |  |  |  |  |  |  |  |  |  |
| Kvint Tinej Klemens consul ordinarius                     | Kvint Tinej Klemens consul ordinarius                     | Kvint Tinej Klemens consul ordinarius                     | Kvint Tinej Klemens consul ordinarius                     | Kvint Tinej Klemens consul ordinarius                     | Kvint Tinej Klemens consul ordinarius                     |  |  | Kvint Tinej Ruf konzul leta 182              | Kvint Tinej Ruf konzul leta 182              | Kvint Tinej Ruf konzul leta 182              | Kvint Tinej Ruf konzul leta 182              | Kvint Tinej Ruf konzul leta 182              | Kvint Tinej Ruf konzul leta 182              |  |  | Kvint Tinej Sakerd consul suffectus ∞ Voluzija Laodika | Kvint Tinej Sakerd consul suffectus ∞ Voluzija Laodika | Kvint Tinej Sakerd consul suffectus ∞ Voluzija Laodika | Kvint Tinej Sakerd consul suffectus ∞ Voluzija Laodika | Kvint Tinej Sakerd consul suffectus ∞ Voluzija Laodika | Kvint Tinej Sakerd consul suffectus ∞ Voluzija Laodika |  |  |                                                           |                                                           |                                                           |                                                           |                                                           |                                                           |  |  | Pupien rimski cesar (238) ∞ Sikstija Kartegila                    | Pupien rimski cesar (238) ∞ Sikstija Kartegila                    | Pupien rimski cesar (238) ∞ Sikstija Kartegila                    | Pupien rimski cesar (238) ∞ Sikstija Kartegila                    | Pupien rimski cesar (238) ∞ Sikstija Kartegila                    | Pupien rimski cesar (238) ∞ Sikstija Kartegila                    |  |  |                                   |                                   |                                   |                                   |                                   |                                   |  |  | Mark Ulpij Levr senator                | Mark Ulpij Levr senator                | Mark Ulpij Levr senator                | Mark Ulpij Levr senator                | Mark Ulpij Levr senator                | Mark Ulpij Levr senator                |  |  |  |  |  |  |  |  |  |  |  |  |  |  |  |  |  |  |  |  |  |  |  |  |  |  |  |  |
| Kvint Tinej Klemens consul ordinarius                     | Kvint Tinej Klemens consul ordinarius                     | Kvint Tinej Klemens consul ordinarius                     | Kvint Tinej Klemens consul ordinarius                     | Kvint Tinej Klemens consul ordinarius                     | Kvint Tinej Klemens consul ordinarius                     |  |  | Kvint Tinej Ruf konzul leta 182              | Kvint Tinej Ruf konzul leta 182              | Kvint Tinej Ruf konzul leta 182              | Kvint Tinej Ruf konzul leta 182              | Kvint Tinej Ruf konzul leta 182              | Kvint Tinej Ruf konzul leta 182              |  |  | Kvint Tinej Sakerd consul suffectus ∞ Voluzija Laodika | Kvint Tinej Sakerd consul suffectus ∞ Voluzija Laodika | Kvint Tinej Sakerd consul suffectus ∞ Voluzija Laodika | Kvint Tinej Sakerd consul suffectus ∞ Voluzija Laodika | Kvint Tinej Sakerd consul suffectus ∞ Voluzija Laodika | Kvint Tinej Sakerd consul suffectus ∞ Voluzija Laodika |  |  |                                                           |                                                           |                                                           |                                                           |                                                           |                                                           |  |  | Pupien rimski cesar (238) ∞ Sikstija Kartegila                    | Pupien rimski cesar (238) ∞ Sikstija Kartegila                    | Pupien rimski cesar (238) ∞ Sikstija Kartegila                    | Pupien rimski cesar (238) ∞ Sikstija Kartegila                    | Pupien rimski cesar (238) ∞ Sikstija Kartegila                    | Pupien rimski cesar (238) ∞ Sikstija Kartegila                    |  |  |                                   |                                   |                                   |                                   |                                   |                                   |  |  | Mark Ulpij Levr senator                | Mark Ulpij Levr senator                | Mark Ulpij Levr senator                | Mark Ulpij Levr senator                | Mark Ulpij Levr senator                | Mark Ulpij Levr senator                |  |  |  |  |  |  |  |  |  |  |  |  |  |  |  |  |  |  |  |  |  |  |  |  |  |  |  |  |
|                                                           |                                                           |                                                           |                                                           |                                                           |                                                           |  |  |                                              |                                              |                                              |                                              |                                              |                                              |  |  |                                                        |                                                        |                                                        |                                                        |                                                        |                                                        |  |  |                                                           |                                                           |                                                           |                                                           |                                                           |                                                           |  |  |                                                                   |                                                                   |                                                                   |                                                                   |                                                                   |                                                                   |  |  |                                   |                                   |                                   |                                   |                                   |                                   |  |  |                                        |                                        |                                        |                                        |                                        |                                        |  |  |  |  |  |  |  |  |  |  |  |  |  |  |  |  |  |  |  |  |  |  |  |  |  |  |  |  |
| Maksimin Tračan rimski cesar (235-238) ∞ Cecilija Pavlina | Maksimin Tračan rimski cesar (235-238) ∞ Cecilija Pavlina | Maksimin Tračan rimski cesar (235-238) ∞ Cecilija Pavlina | Maksimin Tračan rimski cesar (235-238) ∞ Cecilija Pavlina | Maksimin Tračan rimski cesar (235-238) ∞ Cecilija Pavlina | Maksimin Tračan rimski cesar (235-238) ∞ Cecilija Pavlina |  |  | Gordijan I. rimski cesar (238)               | Gordijan I. rimski cesar (238)               | Gordijan I. rimski cesar (238)               | Gordijan I. rimski cesar (238)               | Gordijan I. rimski cesar (238)               | Gordijan I. rimski cesar (238)               |  |  | Tineja                                                 | Tineja                                                 | Tineja                                                 | Tineja                                                 | Tineja                                                 | Tineja                                                 |  |  | Tit Klodij Pupien Pulher Maksim consul suffectus          | Tit Klodij Pupien Pulher Maksim consul suffectus          | Tit Klodij Pupien Pulher Maksim consul suffectus          | Tit Klodij Pupien Pulher Maksim consul suffectus          | Tit Klodij Pupien Pulher Maksim consul suffectus          | Tit Klodij Pupien Pulher Maksim consul suffectus          |  |  | Mark Pupien Afričan Maksim consul ordinarius ∞ Kornelija Marulina | Mark Pupien Afričan Maksim consul ordinarius ∞ Kornelija Marulina | Mark Pupien Afričan Maksim consul ordinarius ∞ Kornelija Marulina | Mark Pupien Afričan Maksim consul ordinarius ∞ Kornelija Marulina | Mark Pupien Afričan Maksim consul ordinarius ∞ Kornelija Marulina | Mark Pupien Afričan Maksim consul ordinarius ∞ Kornelija Marulina |  |  | Pupiena Sikstija Pavlina Kategila | Pupiena Sikstija Pavlina Kategila | Pupiena Sikstija Pavlina Kategila | Pupiena Sikstija Pavlina Kategila | Pupiena Sikstija Pavlina Kategila | Pupiena Sikstija Pavlina Kategila |  |  | Mark Ulpij Evbot Levr consul suffectus | Mark Ulpij Evbot Levr consul suffectus | Mark Ulpij Evbot Levr consul suffectus | Mark Ulpij Evbot Levr consul suffectus | Mark Ulpij Evbot Levr consul suffectus | Mark Ulpij Evbot Levr consul suffectus |  |  |  |  |  |  |  |  |  |  |  |  |  |  |  |  |  |  |  |  |  |  |  |  |  |  |  |  |
| Maksimin Tračan rimski cesar (235-238) ∞ Cecilija Pavlina | Maksimin Tračan rimski cesar (235-238) ∞ Cecilija Pavlina | Maksimin Tračan rimski cesar (235-238) ∞ Cecilija Pavlina | Maksimin Tračan rimski cesar (235-238) ∞ Cecilija Pavlina | Maksimin Tračan rimski cesar (235-238) ∞ Cecilija Pavlina | Maksimin Tračan rimski cesar (235-238) ∞ Cecilija Pavlina |  |  | Gordijan I. rimski cesar (238)               | Gordijan I. rimski cesar (238)               | Gordijan I. rimski cesar (238)               | Gordijan I. rimski cesar (238)               | Gordijan I. rimski cesar (238)               | Gordijan I. rimski cesar (238)               |  |  | Tineja                                                 | Tineja                                                 | Tineja                                                 | Tineja                                                 | Tineja                                                 | Tineja                                                 |  |  | Tit Klodij Pupien Pulher Maksim consul suffectus          | Tit Klodij Pupien Pulher Maksim consul suffectus          | Tit Klodij Pupien Pulher Maksim consul suffectus          | Tit Klodij Pupien Pulher Maksim consul suffectus          | Tit Klodij Pupien Pulher Maksim consul suffectus          | Tit Klodij Pupien Pulher Maksim consul suffectus          |  |  | Mark Pupien Afričan Maksim consul ordinarius ∞ Kornelija Marulina | Mark Pupien Afričan Maksim consul ordinarius ∞ Kornelija Marulina | Mark Pupien Afričan Maksim consul ordinarius ∞ Kornelija Marulina | Mark Pupien Afričan Maksim consul ordinarius ∞ Kornelija Marulina | Mark Pupien Afričan Maksim consul ordinarius ∞ Kornelija Marulina | Mark Pupien Afričan Maksim consul ordinarius ∞ Kornelija Marulina |  |  | Pupiena Sikstija Pavlina Kategila | Pupiena Sikstija Pavlina Kategila | Pupiena Sikstija Pavlina Kategila | Pupiena Sikstija Pavlina Kategila | Pupiena Sikstija Pavlina Kategila | Pupiena Sikstija Pavlina Kategila |  |  | Mark Ulpij Evbot Levr consul suffectus | Mark Ulpij Evbot Levr consul suffectus | Mark Ulpij Evbot Levr consul suffectus | Mark Ulpij Evbot Levr consul suffectus | Mark Ulpij Evbot Levr consul suffectus | Mark Ulpij Evbot Levr consul suffectus |  |  |  |  |  |  |  |  |  |  |  |  |  |  |  |  |  |  |  |  |  |  |  |  |  |  |  |  |
|                                                           |                                                           |                                                           |                                                           |                                                           |                                                           |  |  |                                              |                                              |                                              |                                              |                                              |                                              |  |  |                                                        |                                                        |                                                        |                                                        |                                                        |                                                        |  |  |                                                           |                                                           |                                                           |                                                           |                                                           |                                                           |  |  |                                                                   |                                                                   |                                                                   |                                                                   |                                                                   |                                                                   |  |  |                                   |                                   |                                   |                                   |                                   |                                   |  |  |                                        |                                        |                                        |                                        |                                        |                                        |  |  |  |  |  |  |  |  |  |  |  |  |  |  |  |  |  |  |  |  |  |  |  |  |  |  |  |  |
|                                                           |                                                           |                                                           |                                                           |                                                           |                                                           |  |  |                                              |                                              |                                              |                                              |                                              |                                              |  |  |                                                        |                                                        |                                                        |                                                        |                                                        |                                                        |  |  |                                                           |                                                           |                                                           |                                                           |                                                           |                                                           |  |  |                                                                   |                                                                   |                                                                   |                                                                   |                                                                   |                                                                   |  |  |                                   |                                   |                                   |                                   |                                   |                                   |  |  |                                        |                                        |                                        |                                        |                                        |                                        |  |  |  |  |  |  |  |  |  |  |  |  |  |  |  |  |  |  |  |  |  |  |  |  |  |  |  |  |
| Gaj Julij Ver Maksim caesar                               | Gaj Julij Ver Maksim caesar                               | Gaj Julij Ver Maksim caesar                               | Gaj Julij Ver Maksim caesar                               | Gaj Julij Ver Maksim caesar                               | Gaj Julij Ver Maksim caesar                               |  |  | Gordijan II. rimski cesar (238)              | Gordijan II. rimski cesar (238)              | Gordijan II. rimski cesar (238)              | Gordijan II. rimski cesar (238)              | Gordijan II. rimski cesar (238)              | Gordijan II. rimski cesar (238)              |  |  | Antonija Gordiana                                      | Antonija Gordiana                                      | Antonija Gordiana                                      | Antonija Gordiana                                      | Antonija Gordiana                                      | Antonija Gordiana                                      |  |  | Lucij Klodij Tinej Pupien Bas proconsul ∞ Ovinija Paterna | Lucij Klodij Tinej Pupien Bas proconsul ∞ Ovinija Paterna | Lucij Klodij Tinej Pupien Bas proconsul ∞ Ovinija Paterna | Lucij Klodij Tinej Pupien Bas proconsul ∞ Ovinija Paterna | Lucij Klodij Tinej Pupien Bas proconsul ∞ Ovinija Paterna | Lucij Klodij Tinej Pupien Bas proconsul ∞ Ovinija Paterna |  |  | Balbin rimski cesar (238)                                         | Balbin rimski cesar (238)                                         | Balbin rimski cesar (238)                                         | Balbin rimski cesar (238)                                         | Balbin rimski cesar (238)                                         | Balbin rimski cesar (238)                                         |  |  |                                   |                                   |                                   |                                   |                                   |                                   |  |  |                                        |                                        |                                        |                                        |                                        |                                        |  |  |  |  |  |  |  |  |  |  |  |  |  |  |  |  |  |  |  |  |  |  |  |  |  |  |  |  |
| Gaj Julij Ver Maksim caesar                               | Gaj Julij Ver Maksim caesar                               | Gaj Julij Ver Maksim caesar                               | Gaj Julij Ver Maksim caesar                               | Gaj Julij Ver Maksim caesar                               | Gaj Julij Ver Maksim caesar                               |  |  | Gordijan II. rimski cesar (238)              | Gordijan II. rimski cesar (238)              | Gordijan II. rimski cesar (238)              | Gordijan II. rimski cesar (238)              | Gordijan II. rimski cesar (238)              | Gordijan II. rimski cesar (238)              |  |  | Antonija Gordiana                                      | Antonija Gordiana                                      | Antonija Gordiana                                      | Antonija Gordiana                                      | Antonija Gordiana                                      | Antonija Gordiana                                      |  |  | Lucij Klodij Tinej Pupien Bas proconsul ∞ Ovinija Paterna | Lucij Klodij Tinej Pupien Bas proconsul ∞ Ovinija Paterna | Lucij Klodij Tinej Pupien Bas proconsul ∞ Ovinija Paterna | Lucij Klodij Tinej Pupien Bas proconsul ∞ Ovinija Paterna | Lucij Klodij Tinej Pupien Bas proconsul ∞ Ovinija Paterna | Lucij Klodij Tinej Pupien Bas proconsul ∞ Ovinija Paterna |  |  | Balbin rimski cesar (238)                                         | Balbin rimski cesar (238)                                         | Balbin rimski cesar (238)                                         | Balbin rimski cesar (238)                                         | Balbin rimski cesar (238)                                         | Balbin rimski cesar (238)                                         |  |  |                                   |                                   |                                   |                                   |                                   |                                   |  |  |                                        |                                        |                                        |                                        |                                        |                                        |  |  |  |  |  |  |  |  |  |  |  |  |  |  |  |  |  |  |  |  |  |  |  |  |  |  |  |  |
|                                                           |                                                           |                                                           |                                                           |                                                           |                                                           |  |  |                                              |                                              |                                              |                                              |                                              |                                              |  |  | Gordijan III. rimski cesar (238-244)                   |                                                        |                                                        |                                                        |                                                        |                                                        |  |  |                                                           |                                                           |                                                           |                                                           |                                                           |                                                           |  |  |                                                                   |                                                                   |                                                                   |                                                                   |                                                                   |                                                                   |  |  |                                   |                                   |                                   |                                   |                                   |                                   |  |  |                                        |                                        |                                        |                                        |                                        |                                        |  |  |  |  |  |  |  |  |  |  |  |  |  |  |  |  |  |  |  |  |  |  |  |  |  |  |  |  |